# Dolmen del Mas d'en Peirot II
El Dolmen del Mas d'en Peirot II, o Dolmen del Mas Peirot II, o Dolmen 2 dels Masos pel nom de la masia propera al dolmen, és un dolmen del terme comunal de Sant Miquel de Llotes, de la comarca del Rosselló, a la Catalunya del Nord.
És a 409,2 m alt, a la carena superior del serrat que es dreça al nord-oest del Mas d'en Peirot, a migdia del Còrrec de les Canaletes. Es troba uns 100 metres a l'oest, carena avall, del Dolmen del Mas d'en Peirot I. Molt desfet, s'utilitza sovint com a parada de caceres.
Fou donat a conèixer l'any 1966 per Joan Abelanet.